# Rascador (metal)

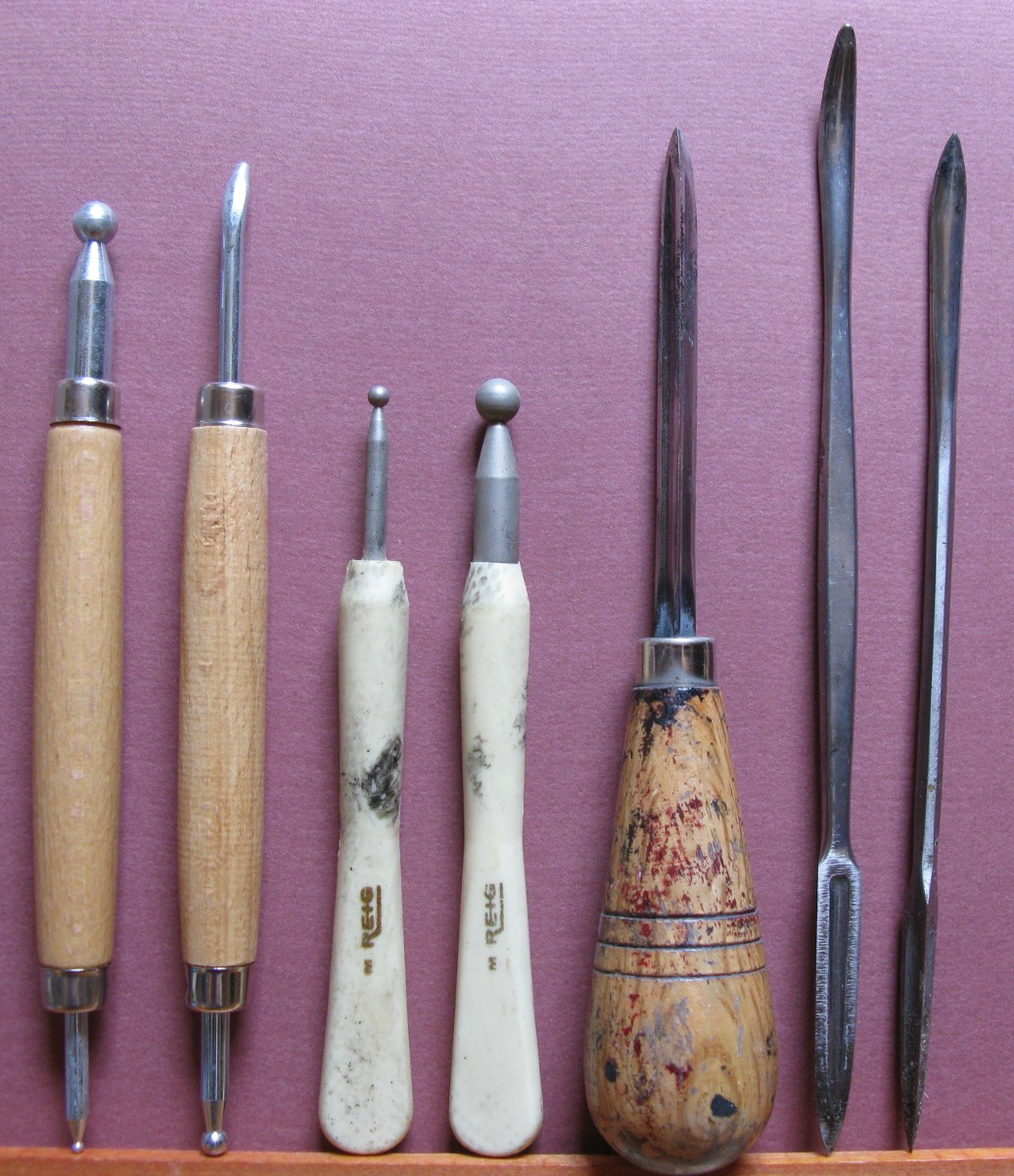
Rascador (tercero por la derecha)

Se llama rascador, raspador o desbastador de los grabados en negro a un instrumento que utilizan los grabadores para levantar el grano, sobre todo cuando quieren obtener blancos. 
El grabador en negro conserva el grano para obtener sombras y lo quita para conseguir blancos. Opera con el rascador como el dibujante de lápiz negro que saca los blancos con miga de pan sobre un fondo dado de lápiz. 
Para el grabado en madera se utiliza un instrumento aguzado con el cual los grabadores igualan la superficie de los bloques de madera. Sin embargo, algunos artistas prefieren la cola de caballo a dicho instrumento. 